# Zermagna
Lo Zermagna (in croato Zrmanja) è un fiume della Croazia che scorre nella Dalmazia settentrionale.
Nasce dalle pendici meridionali delle Alpi Bebie e, facendone il periplo, scorre verso sud, quindi, dopo aver ricevuto le acque del Cruppa (Krupa), si dirige verso ovest, lambendo così Obrovazzo.
Infine, dopo pochi chilometri, sfocia nel mare di Novegradi vicino  a Novegradi e da questo si congiunge al Canale della Morlacca.
Ultimamente il primo tratto del fiume è diventato una meta per gli appassionati di rafting e safari per la sua natura selvaggia. Dal 1941 al 1943 delimitava il confine tra il Governatorato di Dalmazia ed il Governatorato di Gospic